# Оградзани
Оградзани (словац. Ohradzany) — село в Словаччині, Гуменському окрузі Пряшівського краю. Розташоване в північно-східній частині Словаччини в південній частині Низьких Бескидів в долині Ондавиці.
Уперше згадується у 1317 році.
У селі є римо-католицький костел з 1937–1939 рр., проте у селі стояв старіший костел збудований вже до 1549 року, другий почали будувати у 1719 році, третій збудували у 1774 році.

## Населення
| Рік:            | 1994. | 2004.   | 2014.   | 2024.   |
| --------------- | ----- | ------- | ------- | ------- |
| Кількість осіб: | 594   | 619     | 643     | 614     |
| Різниця:        |       | +4,20 % | +3,87 % | -4,51 % |

| Рік:            | 2023. | 2024.   |
| --------------- | ----- | ------- |
| Кількість осіб: | 615   | 614     |
| Різниця:        |       | -0,16 % |

У селі проживає 652 осіб.
Національний склад населення (за даними останнього перепису населення — 2001 року):
- словаки — 97,59 %,
- русини — 0,32 %.

Склад населення за приналежністю до релігії станом на 2001 рік:
- римо-католики — 94,69 %,
- греко-католики — 2,25 %,
- не вважають себе вірянами або не належать до жодної вищезгаданої конфесії — 3,05 %.